# Vincenzo Vigiano
Vincenzo Vigiano, detto Enzo (Enna, 28 aprile 1937 – ...), è stato un politico italiano.

## Biografia
Democristiano, fu impegnato in politica nella città di Enna, dove fu per più mandati consigliere comunale e assessore. Nel 1992 venne eletto sindaco di Enna, ultimo sindaco DC e ultimo per elezione consiliare. Tra le sue iniziative da sindaco, si ricordano i primi passi per il progetto di piano regolatore generale cittadino, il cui schema di massima, redatto dall'architetto Leonardo Urbani, fu approvato nel 1993.
Gli è stata intitolata una via a Enna nella zona della Rocca di Cerere.